# Faraşderesi, Şarkışla
Faraşderesi là một xã thuộc huyện Şarkışla, tỉnh Sivas, Thổ Nhĩ Kỳ. Dân số thời điểm năm 2011 là 175 người.